# Мутная 1-я
Мутная 1-я, в верховьях Желтуха — река в Елизовском районе Камчатского края Российской Федерации. Длина реки — 32 км. Площадь водосборного бассейна — 227 км².
Начинается на высоте около 1100 м над уровнем моря на юго-западном склоне Авачинской Сопки к северу от горы Крайней. Течёт в юго-западном направлении, в верховьях — по ущелью с крутыми берегами. После выхода на заболоченную наклонную равнину принимает слева реку Быструю, поворачивает на северо-запад и течёт по лесам из берёзы, ольхи и тополя. Протекает по окраине Елизова и впадает в Пиначевскую слева в одном километре от её устья. В нижнем течении через реку перекинуто два моста.
Ширина реки в низовьях — 12 м при глубине 0,7 м.

## Притоки
Основные притоки (перечислены от устья к истоку):
- 7 км: река без названия (пр.)
- 10 км: Сухая Речка[5][3] (пр.)
- 15 км: Быстрая[3] (лв.)

## Населённые пункты
Эта река протекает рядом и через такие населённые пункты, как:
- город Елизово
- СОТ Домостроитель-2
- СНТ Спутник
- СНТ Рябинка
- СНТ Луч
- СНТ Междуречье
- СНТ Сигнал
- ТСН СНТ Мутновский
- СНТ Домостроитель-1
- СНТ Искра
- СНТ Успех
- СНТ Агат СМУ-10 Главкамстрой
- СНТ Мостовик
- СНТ Берёзка

## Данные водного реестра
По данным государственного водного реестра России относится к Анадыро-Колымскому бассейновому округу. Речной бассейн — Камчатка. Водохозяйственный участок — бассейны рек Тихого океана полуострова Камчатка южнее юго-восточной границы бассейна реки Камчатка.
Код объекта в государственном водном реестре — 19070000212120000023138.